# USS Knox (FF-1052)
USS Knox (FF-1052) – amerykańska fregata typu Knox, która weszła do służby w kwietniu 1969. Okręt początkowo był klasyfikowany jako eskortowiec oceaniczny, a następnie od czerwca 1975, po reformie klasyfikacji okrętów, jako fregata. Był to drugi w historii US Navy okręt noszący tę nazwę, nazwany dla uczczenia komodora Dudleya Wrighta Knoxa.

## Historia
Zamówienie na pierwszą jednostkę nowego typu okrętów eskortowych USS "Knox" (DE-1052) zostało złożone w stoczni Todd Pacific Shipyard w Seattle 22 lipca 1964. Rozpoczęcie budowy miało miejsce 5 października 1965. Wodowanie nastąpiło 19 listopada 1966, wejście do służby 12 kwietnia 1969. Jako pierwszy okręt typu, został poddany dokładnym testom potwierdzającym jego zdolność do służby w trudnych warunkach. W tym celu przeprowadzono m.in. test polegający na zdetonowaniu w pobliżu okrętu silnych ładunków wybuchowych, których eksplozja miała wykazać odporność okrętu na działanie fali uderzeniowej.
Okręt wszedł w skład Floty Pacyfiku, gdzie oprócz typowych zadań eskortowych, ćwiczył technikę misji ratowniczych i rozpoznawczych. W maju 1975 uczestniczył w ewakuacji amerykańskiego personelu z Wietnamu. 30 czerwca 1975 w związku z reformą klasyfikacji okrętów otrzymał oznaczenie USS "Knox" (FF-1052). Okręt wycofano ze służby 14 lutego 1992, skreślenie z rejestru marynarki wojennej miało miejsce 11 stycznia 1995. 
Początkowo brano pod uwagę przekazanie okrętu na cele muzealne, jednak ostatecznie podjęto decyzję o jego zatopieniu jako okręt-cel. 7 sierpnia 2007 okręt został zatopiony w pobliżu Guam przez samoloty startujące z lotniskowca USS "John C. Stennis". Do zatopienia użyto pocisków rakietowych Maverick i bomb kierowanych m.in. typu GBU-12.